# Língua de sinais malaia
A língua de sinais malaia (em Portugal: língua gestual malaia), ou BIM é a língua de sinais (pt: língua gestual) usada pela comunidade surda na Malásia.
BIM tem muitos regionalismos, diferindo de estado para estado.
A ASL teve uma influência forte na BIM, mas são as duas diferentes o bastante para serem consideradas línguas separadas.
Outras línguas de sinais em uso na Malásia são a língua de sinais de Penang (PSL), a língua de sinais de Selangor (SSL ou KLSL), e o Kod Tangan Bahasa Malaysia (ou malaio manualmente codificado - KTBM), e línguas chinesas de sinais.